# Igls
Igls ist ein Dorf sowie Stadtteil, Katastralgemeinde und Ortschaft der Stadtgemeinde Innsbruck. Mit 1. April 1942 wurde die Gemeinde Igls sowohl in die Stadtgemeinde als auch in die Ortschaft Innsbruck eingemeindet; erst ab dem Ortsverzeichnis 1961 war Igls wieder eine eigene Ortschaft.

## Geographie

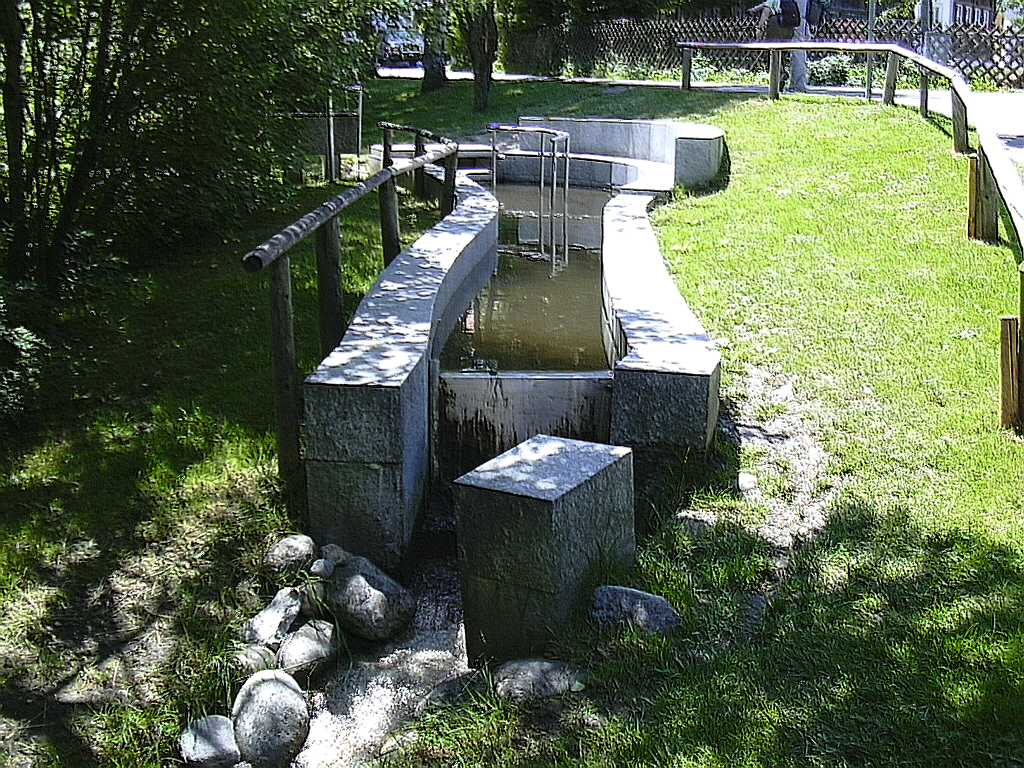
Ramsbach in Igls

Der Ort liegt auf um 870 m auf einer Mittelgebirgsterrasse südlich vom Innsbrucker Zentrum, am Fuß des Patscherkofels. In Igls fließt der Ramsbach zum Viller Bach, und von dort, etwa entlang des Sill-Vill-Steiges, in die Sillschlucht zur Sill.
Igls umfasst etwa 500 Gebäude mit etwa 2000 Einwohnern.
Zum Ortschaftsgebiet gehören auch Heiligwasser (Wallfahrtskirche mit Alpengasthof) sowie die Schlösser Hohenburg und Taxburg.
Das Gebiet des Stadtteils erstreckt sich südostwärts bis hinauf an den Patscherkofel, endet aber etwas unterhalb der Bergstation der Patscherkofelbahn. Westlich von Heiligwasser, an der Straße nach Patsch, liegt der Goldbichl, ein 1064 m hoher Vorberg des Patscherkofelmassivs.
Nachbarortschaften/-katastralgemeinden:
| Vill                                  |                                             |                                 |
| Natters (1) (Gem.) Mutters (1) (Gem.) | Kompassrose, die auf Nachbargemeinden zeigt | Lans (Gem.) Sistrans (2) (Gem.) |
|                                       | Patsch (Gem.)                               |                                 |

## Geschichte

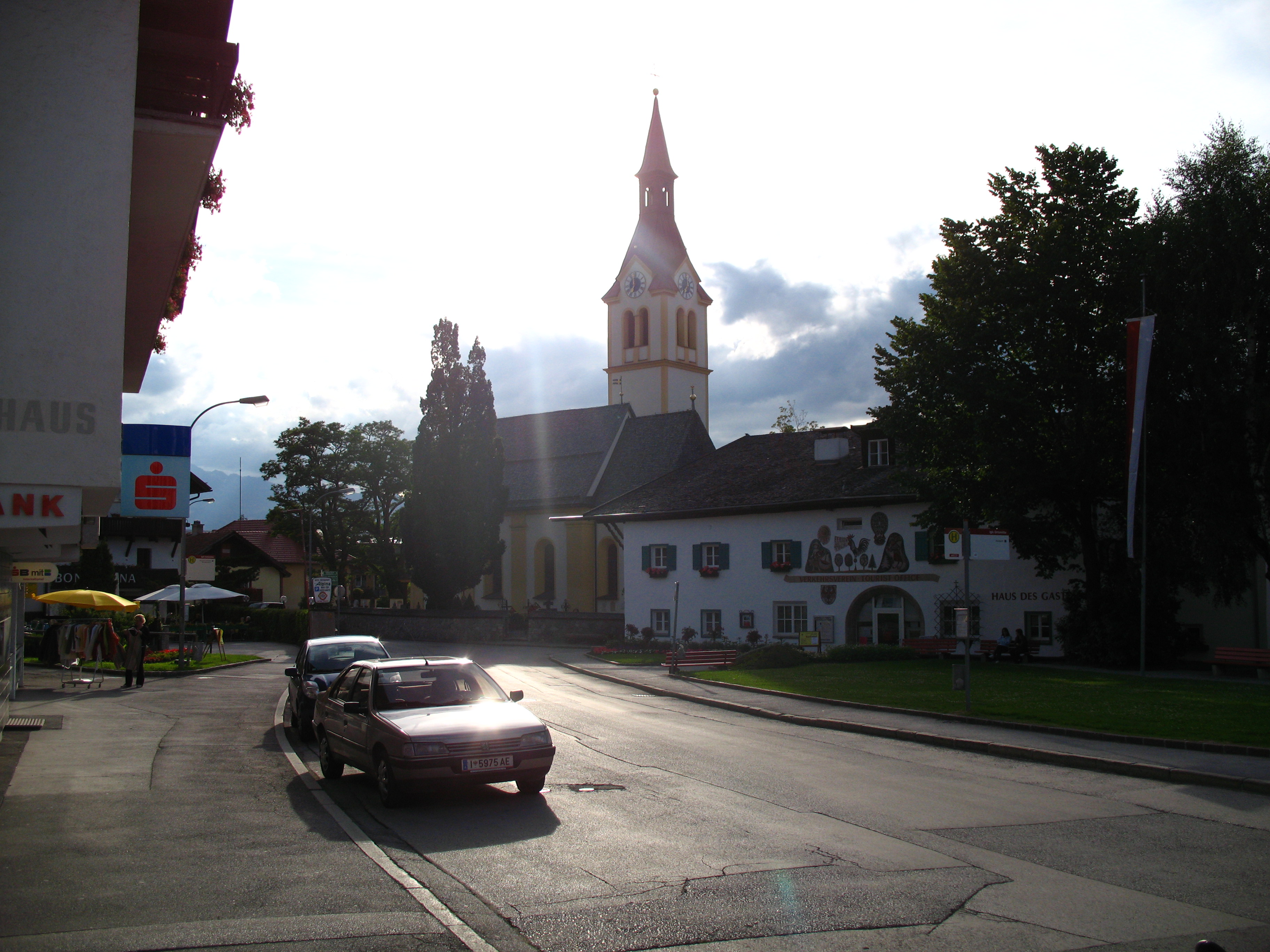
Igler Straße, mit Pfarrkirche

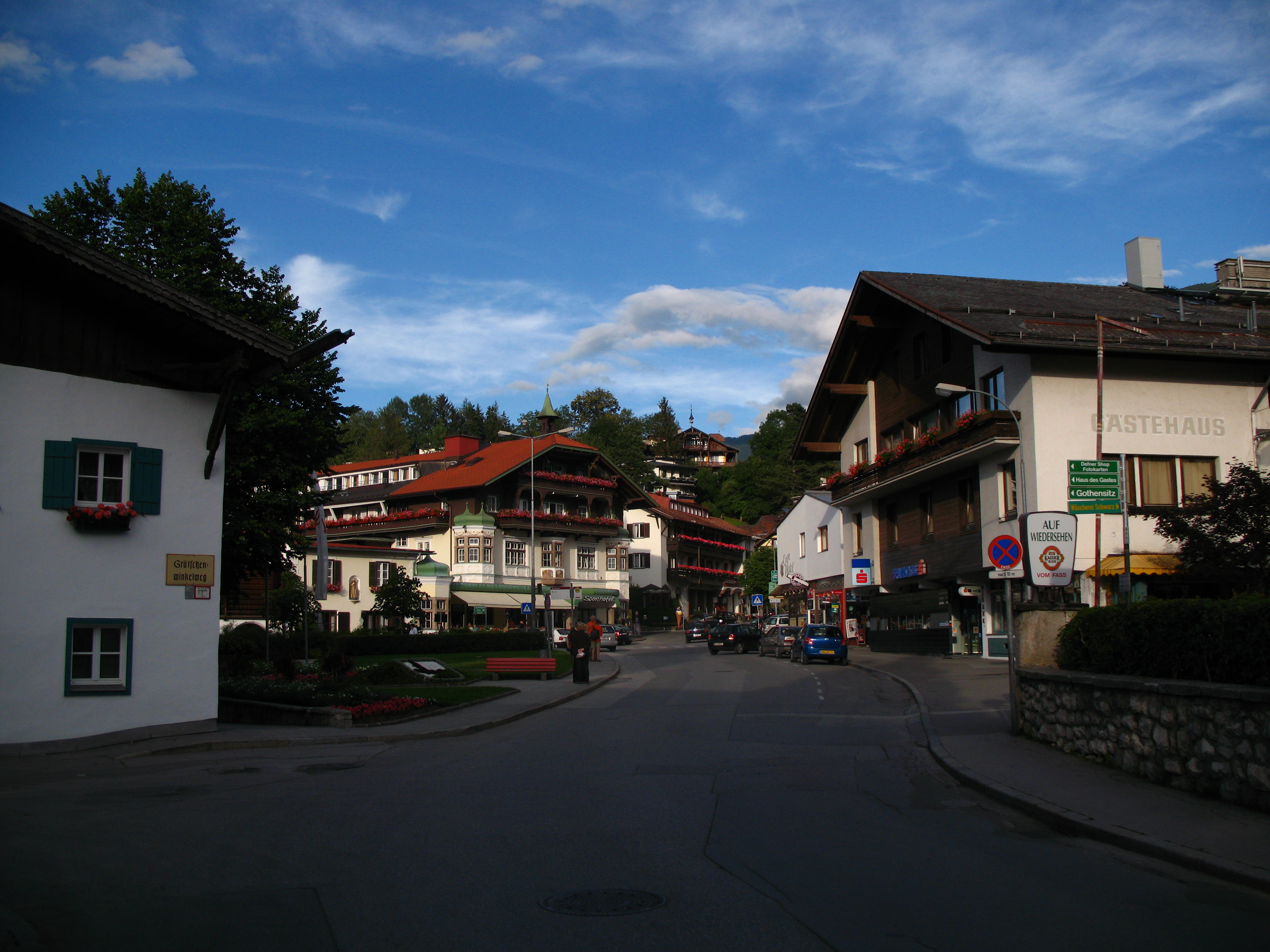
Igler Straße

In Igls wurden Reihengräber aufgedeckt, die wahrscheinlich aus der Völkerwanderungszeit stammen. Der 1064 m hohe Goldbichl im Süden von Igls ist eine bedeutende archäologische Fundstätte.
Der Name stammt entweder aus dem 11. Jahrhundert von Vogt Eigilis aus dem Kloster Tegernsee, das in Igls Besitzungen hatte, oder aus dem 8. Jahrhundert vom Pfarrpatron, dem heiligen Ägidius, Abt von Saint-Gilles in der Provence, genannt Gilles. Als weiterer möglicher Ursprung des Namens wird auch ecclesia (lateinisch für Kirche) diskutiert, da sich im nahe gelegenen Innsbruck die Römersiedlung Veldidena (heute Wilten) und im Süden die noch heute so genannte Römerstraße befinden.
- Hohenburg

Die früher romanische Pfarrkirche ist seit 1286 aus einem Ablassbrief bekannt; im 15. Jahrhundert wurde sie im spätgotischen Stil umgebaut und 1479 geweiht. 1705 wurde sie erneut umgebaut und barockisiert.

Oberhalb von Igls auf 1240 m Höhe steht die 1662 erbaute Wallfahrtskirche Heiligwasser (Maria Schnee/Hl. Ottilie). Die Wallfahrt geht auf eine Marienerscheinung zurück, der Quelle bei der kleinen Barockkirche wird heilende Wirkung zugeschrieben.
Im 19. Jahrhundert entwickelte sich das bäuerliche Dorf zu einer Sommerfrische für Innsbrucker, die dort ihre Villen hatten. Es kam zum Bau der ersten Hotels.
Internationale Bekanntschaft erlangte Igls durch die Olympischen Winterspiele 1964 und 1976 mit der Kunsteis-Bob- und Rodelbahn sowie der Olympia-Skiabfahrt vom Patscherkofel. Die Anlagen werden noch heute für internationale Sportbewerbe genutzt (etwa die Jugend-Olympiade 2012).

## Kultur und Sehenswürdigkeiten
- Katholische Pfarrkirche Igls hl. Ägidius und Vierzehn Nothelfer
- Im südlichen Wald von Igls liegt ein frei zugänglicher Gletschertopf. Wanderschilder weisen auf diesen unter dem Begriff Gletschermühle hin.

## Wirtschaft und Infrastruktur

### Verkehr
- In Igls befindet sich die Endstation „Igls Bahnhof“ der Straßenbahnlinie 6 („Igler“ Mittelgebirgsbahn) der Innsbrucker Verkehrsbetriebe.
- Das Dorf ist des Weiteren durch die Buslinie J (alle 10 bis 30 Minuten) bzw. der Nachtbuslinie N7 der Innsbrucker Verkehrsbetriebe mit dem Zentrum von Innsbruck, sowie dem Stadtteil Hötting und der Hungerburgbahn, und durch die von der ÖBB-Postbus GmbH betriebenen Regionalbuslinien 540 und 560 an den ÖPNV im Verkehrsverbund Tirol angebunden.
- In Igls befindet sich zudem die Talstation der Patscherkofelbahn. Bei Heiligwasser steht eine Mittelstation, die Bergstation – die, wie der Gipfel, im Patscher Gemeindegebiet liegt – bietet einen schönen Blick auf Innsbruck und das Inntal.

### Autonomiebestrebungen
Igls strebte in der Vergangenheit eine größere Autonomie an. Seit 1994 gab es den Igler Stadtteilausschuss, um die Interessen der Igler Bevölkerung im Gemeinderat zu vertreten. 2023 wurden die Stadtteilausschüsse abgeschafft. Daraufhin initiierte die Stadtteilvertretung Igls den Prozess „Quo vadis Igls?“, bei dem Experten auch die Abspaltung von Innsbruck als „Ultima Ratio“ in Betracht zogen. Stadtteilvertreter forderten ein neues direkt gewähltes Gremium sowie eine Volksabstimmung über den Verbleib bei Innsbruck.

## Persönlichkeiten
Im Folgenden eine Liste von Persönlichkeiten mit Bezug zu Igls (absteigend geordnet nach Geburtsdatum):
- René Benko (1977), ehemaliger österreichischer Unternehmer und Investor
- Otto Frenzl (1909–1996) war österreichischer Ingenieur, wohnte viele Jahre in Igls. Frenzl gilt mit Heinrich Hertel und Werner Hempel als der maßgebende Entdecker der Flächenregel, einer für die Luftfahrt bedeutenden Regel.
- Otto John (1909–1997), erster Präsident des Bundesamts für Verfassungsschutz in der Bundesrepublik Deutschland, wohnte nach seiner Haftstrafe bis an sein Lebensende auf der Hohenburg.[9]
- Hellmut Lantschner (1909–1993), Weltmeister im alpinen Abfahrtslauf 1939
- Grete Alt-Lantschner, geborene Grete Lantschner (1906–1989), die Skirennläuferin und österreichische Meisterin wurde in Igls geboren.
- Adalbert Defner (1884–1969) war ein österreichischer Landschaftsfotograf. Er erlangte überregionale Bedeutung durch seine qualitativ hochwertigen Landschaftsaufnahmen, die er auf zahlreichen Ansichtskarten (Defner-Karten) und ab 1930 auf Kalendern verarbeitete. Noch heute hat der Defner-Verlag seinen Sitz in Igls.
- Heinrich von Ficker (1881–1957) war Universitätsprofessor und erster Föhnforscher. Nach ihm ist der Prof.-Ficker-Weg benannt, der von der Igler Straße zum Brunnenweg führt.
- Michael Obexer war Besitzer des Hotels Igler Hof und Gründer des Kurortes Igls. Nach ihm ist die Obexerstraße benannt, die von der Eichlerstraße abzweigt und in einem Teilstück parallel zur Lanser Straße und der Innsbrucker Mittelgebirgsbahn verläuft.
- Georg Bilgeri (1873–1934) war Kaiserjägeroberst und ein Pionier des Skilaufs und war oft in Igls. Nach ihm ist die Bilgeristraße benannt, die von der Hilberstraße/Lanser Straße bis zur Talstation der Seilbahn auf den Patscherkofel.
- Eugen d’Albert (1864–1932) war ein Komponist, Schüler des österreichischen Komponisten Franz Liszt und langjähriger Kurgast in Igls. Nach ihm ist der d’Albertweg benannt, der vom Fernkreuzweg abzweigt.
- Erzherzog Eugen (1863–1954), österreichisch-ungarischer Feldmarschall, führte die österreichische Armee 1915–1918 gegen Italien. Er war der letzte Hoch- und Deutschmeister. Er hatte seit 1945 seinen Wohnsitz in Igls. Nach ihm ist die Eugenpromenade benannt, die von der Patscher Straße am Kur- und Kongresszentrum Igls vorbei zur Bilgeristraße führt.
- Josef Eichler (1843–1930), Lehrer und Direktor der Volksschule, Kapellmeister und Ehrenbürger von Igls. Begründer der Musikkapelle Igls-Vill. Nach ihm ist die Eichlerstraße benannt, die im Ortszentrum von Igls von der Hilberstraße weg bis zum Viller Steig führt.
- Paul Hilber (1786–1857), Hauptmann der Igler Schützenkompanie im Tiroler Freiheitskampf 1809. Nach ihm ist die Hilberstraße benannt, die von der Igler Straße im Ortszentrum von Igls an der Kirche St. Egidius vorbei zur Lanser Straße führt